# Joseph Erlanger
Joseph Erlanger (San Francisco, EUA 1874 - Saint Louis 1965) fou un metge, bioquímic i professor universitari nord-americà guardonat amb el Premi Nobel de Medicina o Fisiologia l'any 1944.

## Biografia
Va néixer el 5 de gener de 1874 a la ciutat de San Francisco, situada a l'estat nord-americà de Califòrnia. Va estudiar química a la Universitat de Califòrnia i medicina a la Universitat Johns Hopkins, on es graduà el 1899. Posteriorment es dedicà a la docència a les universitats Johns Hopkins, Wisconsin i Washington.
Va morir el 5 de desembre de 1965 a la ciutat de Saint Louis, situada a l'estat de Missouri.

## Recerca científica
Al costat de Herbert Spencer Gasser va realitzar, en el camp de l'electrofisiologia, un ampli estudi sobre l'oscil·loscopi de raigs catòdics aplicats als impulsos realitzat pels nervis al sistema nerviós.
L'any 1944 ambdós científics foren guardonats amb el Premi Nobel de Medicina o Fisiologia pels seus treballs en el camp dels impulsos elèctrics del sistema nerviós.